# خیلی خوبه
خیلی خوبه (فرانسوی: C'est si bon‎; کره‌ای: 쎄시봉) یک فیلم موزیکال درام محصول سال ۲۰۱۵ کره جنوبی است. این فیلم در ۵ فوریه ۲۰۱۵ منتشر شد. عنوان فیلم، C'est si bon عبارتی فرانسوی است که در فارسی به معنای «خیلی خوبه» است.

## بازیگران

### اصلی
- کیم یون سوک در نقش اوه گون ته (دههٔ ۴۰ سالگی)[۱۱][۱۲]
  - جونگ وو در نقش اوه گون ته (دههٔ ۲۰ سالگی)
- کیم هی ئه در نقش مین جا یونگ (دههٔ ۴۰ سالگی)
  - هان هیو جو در نقش مین جا یونگ (دههٔ ۲۰ سالگی)
- جانگ هیون سونگ در نقش لی جانگ هی (دههٔ ۴۰ سالگی)
  - جین گو در نقش لی جانگ هی (دههٔ ۲۰ سالگی)
- کانگ ها نول در نقش در نقش یون هیون جو